# Tollef Haugen
Tollef Haugen (17 gennaio 2004) è uno sciatore alpino norvegese.

## Biografia
Attivo dall'ottobre del 2020, Haugen ha esordito in Coppa Europa il 9 febbraio 2022 a Kvitfjell in discesa libera (80º); non ha debuttato in Coppa del Mondo e non ha preso parte a rassegne olimpiche o iridate.

## Palmarès

### Coppa Europa
- Miglior piazzamento in classifica generale: 201º nel 2024

### Campionati norvegesi
- 3 medaglie:
  - 3 bronzi (supergigante nel 2021; discesa libera, supergigante nel 2025)